# 块茎岩黄耆
块茎岩黄耆（学名：Hedysarum algidum），为豆科岩黄耆属下的一个植物种。